# Sibica

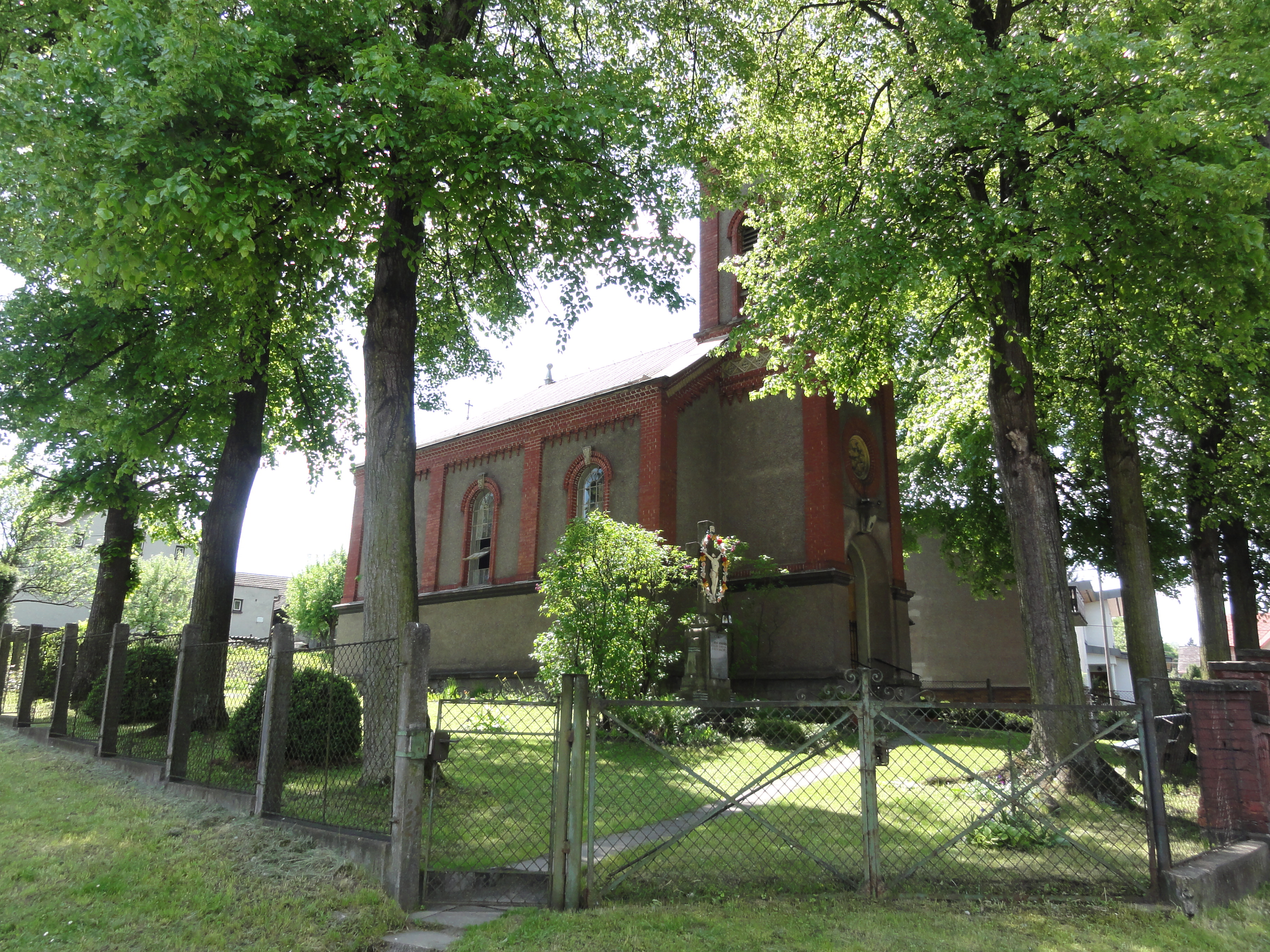
Kościół św. Jadwigi

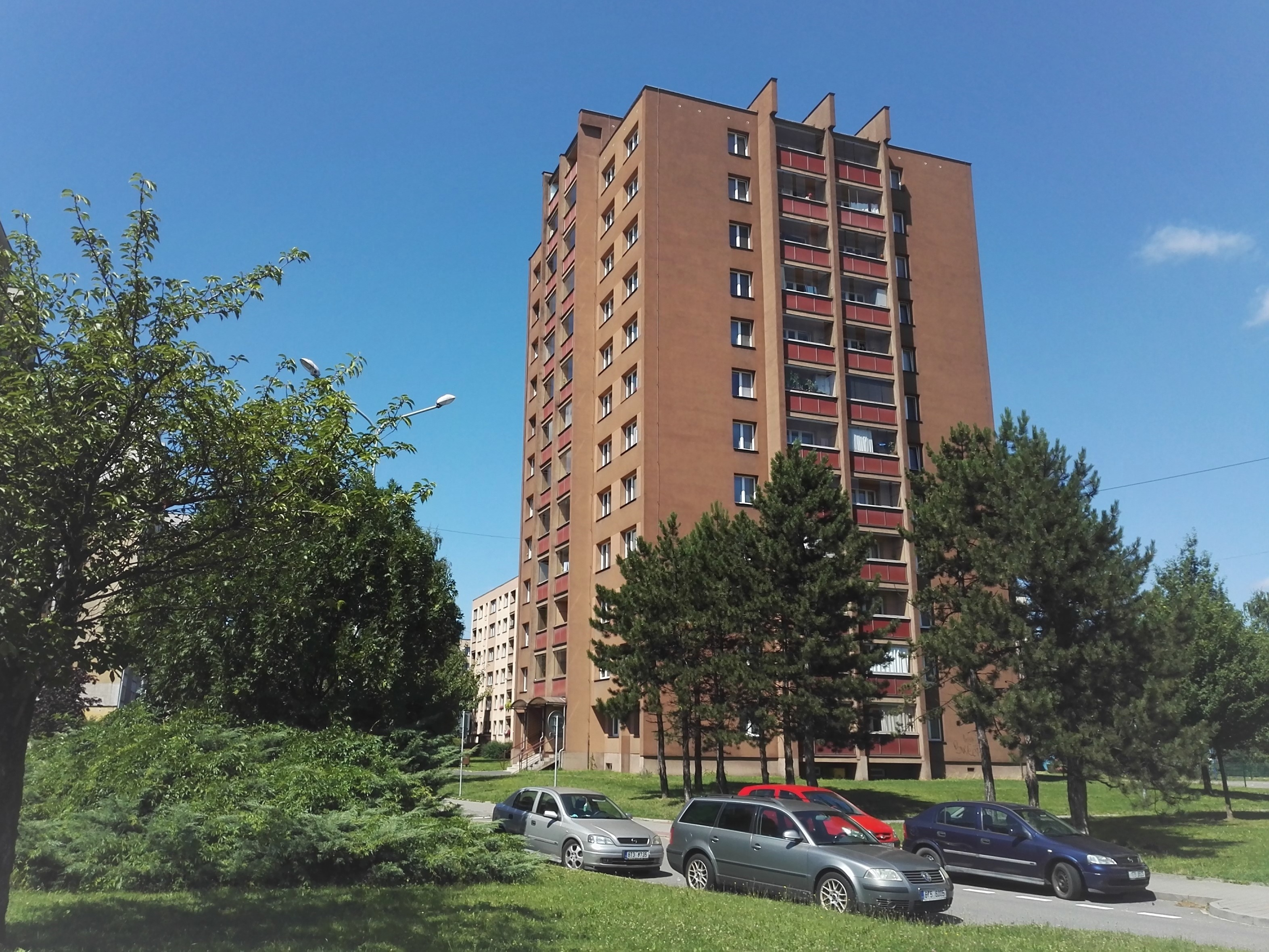
Osiedle

Sibica (cz. Svibiceⓘ, niem. Schibitz) – dawniej niezależna gmina, obecnie w granicach Czeskiego Cieszyna w kraju morawsko-śląskim, w powiecie Karwina w Czechach. Znajduje się w południowej części gminy katastralnej Český Těšín (Czeski Cieszyn). W Sibicy znajduje się lokalny Dom PZKO.

## Historia
Wzmiankowane po raz pierwszy w 1461 roku. Politycznie wieś znajdowała się wówczas w granicach Księstwa Cieszyńskiego, będącego lennem Królestwa Czech, a od 1526 roku w wyniku objęcia tronu czeskiego przez Habsburgów wraz z regionem aż do 1918 roku w monarchii Habsburgów (potocznie Austrii).
W 1900 roku Sibica stanowiła samodzielną gminę obejmującą również Błogocice o powierzchni 442 hektarów i liczbie mieszkańców 2076 zamieszkałych w 140 budynkach, z tego w samej Sibicy bez Błogocic mieszkało 1858 osób w 120 domach. 1295 (69,7%) mieszkańców było katolikami, 514 (27,7%) ewangelikami a 49 (2,6%) wyznawcami judaizmu, 1192 (64,2%) polsko-, 443 (23,8%) niemiecko- a 53 (2,9%) czeskojęzycznymi. Według spisu z 1910 roku Sibica (bez Błogocic) miała już wówczas 2059 mieszkańców zamieszkałych w 144 budynkach na obszarze 300 hektarów, co dawało gęstość zaludnienia równą 686,3 os./km², z czego 1989 było zameldowanych na stałe, 1336 (67,2%) było polsko-, 612 (30,8%) niemiecko- a 41 (2,1%) czeskojęzycznymi, 1278 (62,1%) było katolikami, 743 (36,1%) ewangelikami, 35 (1,7%) żydami, a 3 (0,2%) było innej religii lub wyznania.
W 1920 nastąpiło podzielenie Śląska Cieszyńskiego jak również gminy Sibica wzdłuż Olzy. Błogocice położone na prawym brzegu znalazły się w granicach Polski i utworzyły samodzielną wieś (od 1923 w granicach Cieszyna), zaś sama Sibica położona na zachód od rzeki znalazła się w Czechosłowacji. Według czechosłowackiego spisu ludności z 1921 roku Sibica miał 2298 mieszkańców zamieszkałych w 174 domach, z czego Czechów 720, Niemców 545, Polaków 402 a Żydów 7. W administracyjnych granicach Czeskiego Cieszyna od 1947. W czasie komunizmu na zachód od linii kolejowej wybudowano największe w mieście osiedle z wielkiej płyty.

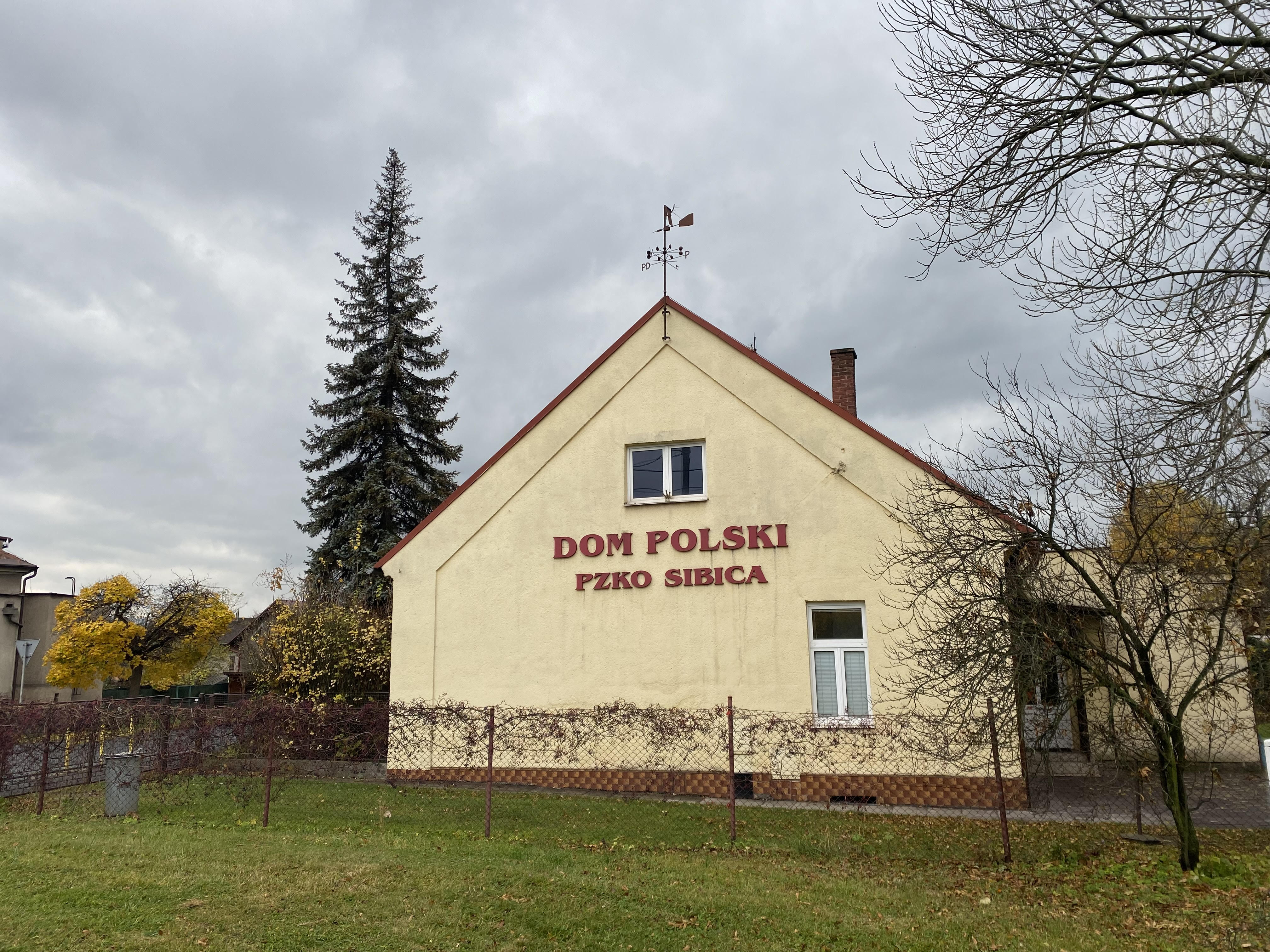
Dom Polski PZKO Sibica